# Onychognathus nabouroup
Estorninho-d'asa-pálida ou estorninho-de-asa-pálida (Onychognathus nabouroup) é uma espécie de passeriforme da família Sturnidae.
Pode ser encontrada nos seguintes países: Angola, Botswana, Namíbia e África do Sul.